# Ey Kleber, wo is’ mein Bob?

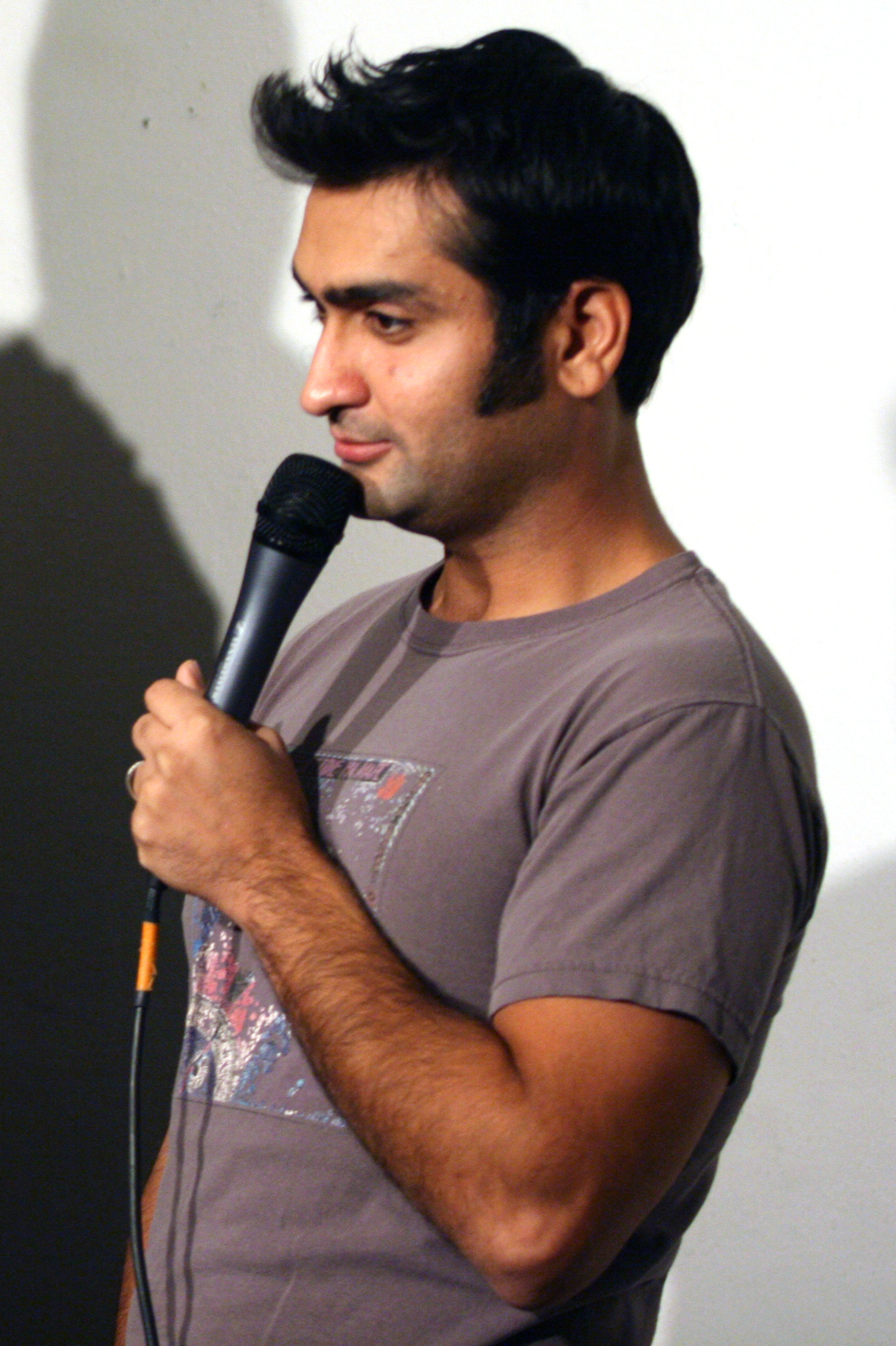
Kumail Nanjiani (Dezember 2011)

Ey Kleber, wo is’ mein Bob? (Originaltitel Glued, Where’s My Bob?) ist die 19. und letzte Folge der sechsten Staffel der US-amerikanischen Animationsserie Bob’s Burgers und die 107. Folge insgesamt. Sie wurde von Steven Davis und Kelvin Yu geschrieben, Regie führte Bernhard Derriman und die Musik statt von Loren Bouchard und John Dylan Keith. Die Erstausstrahlung erfolgte am 22. Mai 2016 auf Fox, die deutschsprachige Erstausstrahlung war am 9. Juli 2017 auf Comedy Central. 
In dieser Episode klebt Bob Belcher auf der Toilette seines Restaurants fest, als er am gleichen Tag für einen Artikel in einer Zeitschrift interviewt werden soll. Die Folge wurde mit einem Annie Award ausgezeichnet und ist die hundertste in der Reihenfolge der Produktion.
Als Gastsprecher treten im Original Kevin Kline als Calvin Fischoeder, Brian Husky als Normalgroßer Rudy, Bobby Tisdale als Zeke, Jenny Slate als Tammy Larsen, Jay Johnston als Jimmy Pesto, David Herman als Marshmallow, Rob Huebel als Newton, Keegan-Michael Key als Cory, Tim Meadows als Mike, Ken Jeong als Dr. Yap, Kumail Nanjiani als Skip Marooch und Pamela Adlon als Olsen Benner auf.

## Handlung
Die Geschwister Tina, Gene und Louise Belcher führen einen Goop War, indem sie verschiedene Substanzen wie Zahnpasta oder Guacamole in der Wohnung und im Restaurant an Gegenstände schmieren, die eines der Kinder dann anfasst. Dabei schmiert Louise eine Paste, die sie in einem unbeschrifteten Glas im Keller gefunden hat, auf den Sitz der Gästetoilette des Restaurants. Damit will sie Gene ärgern, allerdings setzt sich ihr Vater Bob darauf, und es stellt sich heraus, dass es sich bei der Paste um sehr starken Klebstoff handelt. Der Zeitpunkt ist sehr ungünstig, weil Bob zuvor einen Anruf des Kochs Skip Marooch darüber erhalten hat, dass er für einen Artikel in der kostenlosen Zeitschrift Coasters interviewt werden soll. 
Da der Klebstoff so stark ist, kann Bob nicht aufstehen, außerdem besitzt die Toilette keine Brille, die abgeschraubt werden könnte. Da das Glas mit der Paste von Handwerker und Stammgast Teddy stammt, ruft Linda Belcher diesen an, der ihr erklärt, dass es sein selbst entwickelter Klebstoff ist und sich dieser nur mit Nagellackentferner lösen lässt, und der daraufhin ins Restaurant kommt. Louise ist sich keiner Schuld bewusst, ruft aber den Zahnarzt Dr. Yap an, damit dieser hilft, Bob bis zum Beginn des Interviews zu befreien. Dieser schlägt vor, dass er Bob betäubt und sie ihn gemeinsam mithilfe eines Seils hochziehen, was sie dann vergeblich versuchen. 
Gene verrät dem Konkurrenten Jimmy Pesto, was Bob widerfahren ist, woraufhin Jimmy dies weitererzählt, sodass einige Zeit später auf der Straße T-Shirts zu dem Missgeschick verkauft werden und die lokalen Medien vor Ort sind. Als der Journalist und sein Fotograf von Coasters dort eintreffen, sitzt Bob immer noch auf der Toilette fest. Er wird zwar fotografiert, allerdings lehnen sie es ab, einen Artikel über einen Mann zu schreiben, der auf der Toilette sitzt. Louise erklärt daraufhin, dass es ihre Schuld ist und ihr Vater normalerweise sehr inspirierend sei. Der Journalist und der Fotograf verlassen das Restaurant und kurz darauf schafft Bob es unterstützt durch Anfeuerungsrufe, sich von der Toilette zu befreien. Als die nächste Ausgabe der Zeitschrift erscheint, bemerkt die Familie, dass doch ein Artikel über Bob darin steht, woraufhin er sich bei Louise für ihre Ansprache bedankt. Aufgrund des Artikels erhalten sie zahlreiche neue Gäste. 

## Rezeption
Alasdair Wilkins vom A.V. Club bewertete die Folge mit „A“ und schrieb, dass „der Spaß [davon kommt], dass man die verschiedenen verrückten Versuche der Stadtbewohner sieht, Bob von der Toilette zu befreien, als er dort unvermeidbar feststeckt. Teddys Anwesenheit ist offensichtlich genug, aber Doktor Yap hineinzubringen, ist ein eher unerwarteter Zug, dann aber durch seinen Vorschlag völlig gerechtfertigt, Bobs Hintern wie einen losen Zahn aus einem Mund zu ziehen.“ Zu der Musik dieser Episode merkte er an, dass „wir […] eine große Musicalnummer [bekommen], wenn zuerst Bob und dann Louise, entgegen allen Erwartungen, darüber singen, dass alles so ausgehen wird, wie sie hoffen. […] Bei Bob’s Burgers wird sich ungewöhnlicherweise zum Ziel gesetzt, wie die Lieder benutzt werden, nämlich so gut wie ausschließlich um innere Monologe der Figuren offenzulegen, oder spezifischer wie die Figuren sich selbst entgegen allen anderslautenden Beweisen sehen wollen.“
Die Folge wurde mit einem Annie Award In der Kategorie Best General Audience Animated TV/Broadcast Production ausgezeichnet. Außerdem erhielten Loren Bouchard und John Dylan Keith für die Musik dieser Folge eine Annie-Award-Nominierung in der Kategorie Outstanding Achievement, Music in an Animated TV/Broadcast Production.

## Weblink
- Ey Kleber, wo is’ mein Bob? bei IMDb